# Wrath of the Demon
Wrath of the Demon è un videogioco d'azione sviluppato dal team canadese Abstrax e pubblicato nel 1991 dalla ReadySoft Incorporated per Atari ST, Amiga, Commodore 64, CDTV e MS-DOS. Il giocatore controlla un eroe fantasy nella sua battaglia per sconfiggere un demone. Il gameplay include combattimenti di tipo picchiaduro, corse a cavallo e altri elementi.
L'aspetto grafico del gioco venne di solito molto apprezzato dalla critica in tutte le versioni, compresa quella per il meno potente Commodore 64, che ricevette tra l'altro una "medaglia d'oro" da Zzap! nel 1993. La giocabilità invece fu giudicata in modo molto variabile.
Spesso venne fatta notare la somiglianza con la più nota serie di Shadow of the Beast, ma limitata più che altro all'estetica, mentre la meccanica di gioco si differenzia (in particolare Wrath of the Demon non è un platform).

## Trama
Un demone sta minacciando il regno con il suo seguito di creature mostruose di ogni genere, da cui il titolo traducibile "ira del demone". Nell'introduzione animata (presente in tutte le versioni tranne Commodore 64) il protagonista si aggira in una città di notte, quando vede correre un messaggero, che pochi istanti dopo viene brutalmente ucciso da una creatura ignota. In mano al morto c'è ancora un messaggio del re che sta cercando un eroe che possa affrontare il demone. Il protagonista si presenta allora al cospetto del re per ricevere l'incarico. Il gioco inizia con il biondo eroe a torso nudo che viaggia a cavallo, poi si avventura a piedi in diversi luoghi all'aperto o al chiuso, sempre affrontando a pugni o con la spada una varietà di mostri, fino allo scontro finale con il demone, nel quale utilizza proiettili magici.

## Modalità di gioco
Si affronta una serie di livelli, con ambientazioni e nemici sempre diversi. La visuale è bidimensionale di lato e il protagonista si muove in orizzontale su terreno piano. Dal punto di vista del funzionamento ci sono sostanzialmente tre tipi di livelli.
Il primo livello si differenzia da tutti gli altri essendo l'unico in cui l'eroe è a cavallo. Il protagonista avanza costantemente al galoppo su un fondale a scorrimento, con elaborato effetto parallasse a molti piani. Si deve giungere fino alla fine del percorso, saltando ostacoli con il cavallo, dando pugni a nemici volanti che arrivano da davanti, e abbassandosi per raccogliere da terra fiasche di pozioni magiche utili (tranne alcune che sono nocive).
Parte dei livelli successivi, a cominciare dal secondo, rappresentano combattimenti con la spada a schermata singola, chiamati "scene di combattimento" nel manuale. Ogni volta si affronta un singolo nemico con caratteristiche differenti, anche di dimensioni molto grandi, o un piccolo gruppo. L'eroe, sempre rivolto verso destra, può avanzare e indietreggiare, saltare, abbassarsi, e colpire in vari modi con la spada.
Parte dei livelli successivi, a cominciare dal quarto, rappresentano percorsi a piedi, chiamati "scene d'azione" nel manuale. L'eroe può muoversi in entrambi i sensi, con scorrimento parallattico. A seconda del livello, cammina oppure corre (su Commodore 64 cammina soltanto). Può dare pugni, saltare e abbassarsi, anche rotolando a terra. I mostri possono arrivare da entrambi i lati; oggetti pericolosi da evitare arrivano dai lati o spuntano da terra. L'obiettivo è trovare la destinazione, cosa che in genere richiede l'attraversamento del percorso in due versi per reperire chiavi che aprono determinati passaggi o altri oggetti necessari. Nell'ultima parte del gioco, all'interno del castello del demone, lo scenario è anche un labirinto e sono presenti porte trasversali che si possono prendere per imboccare altri corridoi.
In tutte le scene appaiono in sovraimpressione un indicatore circolare dell'energia vitale e un piccolo inventario. Sono sempre utilizzabili le pozioni magiche, che si possono trovare e accumulare nell'inventario per usarle quando si desidera, e sono di tre tipi: donano breve immortalità, colpiscono tutti i nemici presenti, o ripristinano l'energia.
C'è la possibilità (escluso Commodore 64) di salvare su disco la partita tra una scena e l'altra. Dopo la sconfitta è comunque possibile ritentare subito dall'ultima scena raggiunta.

## Sviluppo
Wrath of the Demon è il primo videogioco progettato e sviluppato dal gruppo canadese Abstrax, del Québec, e per quanto si sappia è anche l'unico. Il programma è stato sviluppato inizialmente nella versione Amiga, programmata principalmente da Pierre Proulx e con grafica realizzata da Claude Pelletier. La colonna sonora del videogioco consiste in nove tracce (versione Amiga) composte da David Whittaker. Il progetto durò 10 mesi. L'editore ReadySoft, anch'esso canadese, era allora noto per le conversioni per computer di famosi giochi su laserdisc (Dragon's Lair e Space Ace).